# Kelme (wielerploeg)
Kelme is een voormalige Spaanse wielerploeg die bestond van 1980 tot 2006. De laatste jaren stond de ploeg bekend als Comunidad Valenciana.
Kelme, gesponsord door schoenenfabrikant Kelme, kwam in 1980 in het peloton en zou dat tot en met 2006 blijven. De ploeg die in haar beste dagen meedeed aan alle drie de Grote Ronden, stond bekend om haar aanvallende manier van rijden, waardoor ze bij veel wielerliefhebbers populair was. Er waren echter ook regelmatig financiële problemen, waardoor de ploeg haar betere renners naar andere ploegen zag vertrekken en uiteindelijk ophield te bestaan. Kelme haakte af als hoofdsponsor in 2003, bleef nog een jaar cosponsor, maar verdween in 2005 definitief van de truitjes. De ploeg stond in 2005 bekend als Comunidad Valenciana - Elche en in 2006 simpelweg als Comunidad Valenciana.
In 2005 en 2006 kwam Comunidad Valenciana uit in de continentale circuits van de UCI. Ploegleiders waren Vicente Belda en José Ignacio Labarta. Hoofdsponsor is de toeristische dienst van Valencia, een regio in het oosten van Spanje.
De meeste renners die voor de ploeg hebben gereden zijn Spanjaarden, maar daarnaast hebben er ook veel Colombianen bij Kelme op de loonlijst gestaan. Het grootste succes behaalde het team in 2000 toen Roberto Heras de Ronde van Spanje won. Met Fabio Parra (1988) en Fernando Escartín (1999) stond Kelme twee keer op het podium van de Ronde van Frankrijk.

## Doping
Aanvankelijk had Comunidad Valenciana een van de twee wildcards ontvangen voor de Ronde van Frankrijk 2006. Toen het Spaanse dopingschandaal eind mei 2006 echter losbarstte en bleek dat negen van de twintig renners van Comunidad Valenciana betrokken waren, trok de Tourdirectie de wildcard weer in.